# Rafał Zwolak
Rafał Mariusz Zwolak (ur. 19 stycznia 1976 w Zamościu) – polski samorządowiec, od 6 maja 2024 prezydent Zamościa.

## Życiorys
Uzyskał tytuł zawodowy magistra socjologii na Katolickim Uniwersytecie Lubelskim. Pracował w Telekomunikacji Polskiej, był specjalistą do spraw analiz technicznych i kierownikiem wydziału. Później został dyrektorem w przedsiębiorstwie zajmującym się odnawialnymi źródłami energii. Zaangażował się w działalność grupy charytatywnej Zamojskie Anioły, pomagającej potrzebującym w Zamościu i okolicznych miejscowościach.
W wyborach samorządowych w 2010 po raz pierwszy uzyskał mandat radnego Zamościa (kandydując z listy komitetu wyborczego Marcina Zamoyskiego i zdobywając 146 głosów). Radnym miejskim zostawał ponownie w wyniku wyborów w 2014 (z ramienia tego samego komitetu z wynikiem 257 głosów) i w 2018 (startując z listy Zamojskiej Koalicji Obywatelskiej i otrzymując 890 głosów).
W 2023 ogłosił swoją kandydaturę na prezydenta Zamościa z własnego komitetu w wyborach samorządowych w 2024; poparli go m.in. byli prezydenci miasta Marcin Zamoyski i Marek Ciastoch. W pierwszej turze zdobył 8698 głosów (39,23%), dostał się również do rady miasta (z wynikiem 676 głosów). Przed drugą turą otrzymał poparcie ze strony Koalicji Obywatelskiej. Pokonał w niej ubiegającego się o reelekcję Andrzeja Wnuka, zdobywając 13 229 głosów (64,78%). Urząd prezydenta objął 6 maja 2024.

## Życie prywatne
Żonaty, ma dwie córki.